# シュトラールズント攻囲戦 (1628年)
シュトラールズント攻囲戦（ドイツ語: Belagerung von Stralsund）は三十年戦争中の1628年5月から8月4日、アルブレヒト・フォン・ヴァレンシュタイン率いる皇帝軍が実施した攻城戦である。デンマークとスウェーデンは、スコットランドから相当の支援を受けつつシュトラールズントを防衛した。この攻囲戦はヴァレンシュタインの一連の勝利に終止符を打ち、その失脚に寄与した。シュトラールズントの守備隊は、歴史上で初めてドイツの地を踏んだスウェーデン軍である。この戦いは事実上、スウェーデンの三十年戦争への参加となった。

## 前史

### 交戦国
デンマーク国王クリスチャン4世は1625年、神聖ローマ帝国に宣戦した。それからティリー伯ヨハン・セルクラエス率いるカトリック連盟軍に抗し、エルンスト・フォン・マンスフェルト率いる軍をもって帝国へ侵攻させる。これに対し神聖ローマ皇帝フェルディナント2世は、ティリー伯を支援するべくアルブレヒト・フォン・ヴァレンシュタインに追加の軍を召集させた。ヴァレンシュタインは1626年、マンスフェルトをデッサウ橋の戦いで破る。マンスフェルト軍の敗残兵は中央ドイツを離れ、ベトレン・ガーボルの軍と合流するべくシュレーズィエンとハンガリーへ向かった。
同年8月、ルッター・アム・バーレンベルゲの戦いでティリー伯がクリスチャン4世を破り、12月にプレスブルクの和約によってべトレンが中立化すると、ティリー伯とヴァレンシュタインは続いて、ニーダーザクセンとオーバーザクセンの帝国クライスで編成されていたクリスチャン4世の軍を北ドイツ平原から駆逐したのみならず、デンマーク領ユトランドまで圧迫することができた。ポメラニア公国とシュトラールズントが属し、当初は分割されていたオーバーザクセン帝国クライスは、自衛が不可能となり正式に中立を宣言する。
クリスチャン4世の軍はスコットランド軍の専門知識に著しく依存していた。スコットランド出身の士官は300名も勤務しており、デンマーク及びノルウェー出身の士官を数において3:1の比率で上回っていたのである。またクリスチャン4世は、ドナルド・マッケイがエルンスト・フォン・マンスフェルトの軍のために召集していたスコットランド人部隊2,000名から3,000名に加えて1627年、9,000名のスコットランド人軍団を召集する免状を発行した。その代わり、マンスフェルトはデンマークに配置される。
スウェーデン国王グスタフ2世アドルフは1626年以降、神聖ローマ帝国と同盟していたポーランドとの戦争に巻き込まれていた。この戦争においてスコットランド人、アレクサンダー・レズリーは東プロイセン、ピラウの司令官・総督としてスウェーデン軍で軍歴を積み始める。グスタフ2世アドルフは神聖ローマ帝国に介入する計画を立て、身分制議会の委員会も1627年から1628年の冬、それを承認した。

### ポメラニアの情勢
1627年11月、ポメラニア公国は神聖ローマ帝国に降伏した。ポメラニア公ボギスラフ14世は、ヴァレンシュタインの代理としてポメラニアにおける帝国の占領軍を率いていたハンス・フォン・アルニムとフランツブルクで降伏文書に署名したのである。この占領をもって、ヴァレンシュタインは神聖ローマ皇帝フェルディナント2世のため、デンマーク国王クリスチャン4世に対してバルト海の南岸の確保を図る。
フランツブルクの降伏条件では、公都を除く全ての町に帝国軍が駐留することになっており、ヴァレンシュタインはアルニムにポメラニアの諸港を占領し、早くも10月には船舶を押収するよう命じた。しかし、シュトラールズントはハンザ都市として相応の自治権とポメラニア公家からの独立を認められていたため、屈服を良しとしなかった。こうしてシュトラールズントは1628年2月以降、降伏に従うよう指示するボギスラフ14世の命令を無視し、まずデンマーク、それからスウェーデンに支援を求めたのである。

## 攻囲戦
1628年5月から、アルニムの指揮下にヴァレンシュタインの軍によるシュトラールズントの攻囲が始まった。それまでに住民20,000名を擁するシュトラールズントの町は、召集された1,500名とその他に徴募された兵1,000名、合わせて2,500名の市民軍が守備に就いていた。同市に対する、皇帝軍による初の大規模な突撃は5月16日から24日にかけて敢行されている。

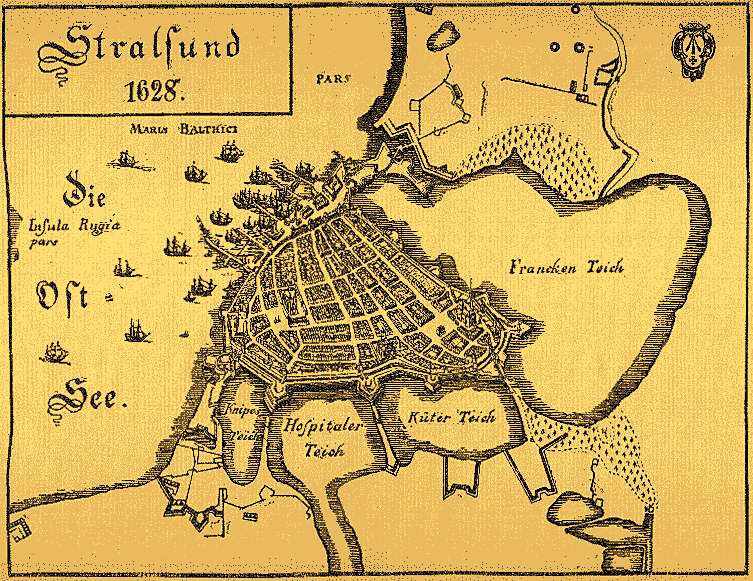
1628年のシュトラールズントの地図。

デンマーク国王クリスチャン4世はシュトラールズントの求めに応じ、マッケイ指揮下のスコットランド兵900名を含む7個中隊と、ドイツ人中隊1個から構成された軍団を町の防衛のために展開した。5月8日には派兵していたにも拘わらず、その上陸は5月24日のことであった。当初は、デンマーク系ドイツ人のハインリヒ・ホルクが総督に任命されていた。ホルクが増援を求めて辞任した後、マッケイ連隊のスコットランド人、アレクサンダー・シートン中佐が後任となる。
皇帝軍は5月26日及び27日、改めて突撃をかけた。それが阻まれると、アルニムはヴァレンシュタインの到着を待つべく砲撃を再開する。
6月20日、すでに6月2日に派遣されていたフレッツ大佐、ジェームズ・マクドゥーガル大佐とセンプル少佐率いるスウェーデンの援軍が到着した。
6月23日もしくは25日、シュトラールズントはスウェーデン国王グスタフ2世アドルフと20年間の同盟を締結した。続いてグスタフ2世アドルフは、ドイツの地に置かれたものとしては史上初となる守備隊を、この町に配置する。これは三十年戦争におけるスウェーデン参戦の嚆矢となった。ロバート・モンローは、センプルがほぼ到着の直後に戦死し、マクドゥーガルが一時的に捕虜になったと記録している。しかし彼は、このスウェーデンの援軍が「自国民の救難のため、志願して来た」と特に言及しており、既存のデンマーク軍守備隊とスウェーデンの援軍におけるスコットランド兵の実数に触れている。
6月27日、ヴァレンシュタインは攻囲軍の指揮を執り、その夜から改めて要塞に突撃した。シュトラールズント要塞の重要部分の守備を託されていたスコットランド人部隊は、その極めて激しい戦いによって注目を浴びた。主要な突撃は、ロバート・モンロー少佐が指揮を執る東のフランケン地区に向けられた。スコットランド兵900名の内、500名が戦死し、300名の負傷者の中にはモンローも含まれていた。ロスラディンがモンローの部隊の救援と、失った土地の奪回を果たす。この突撃により、守備隊は戦死者・捕虜合わせて2,000名を出した。モンローは後にこれを「我々は順番に従った休養どころか、眠るために持ち場を離れることもなかった。」と回想している。それが6週間も続いたのである。

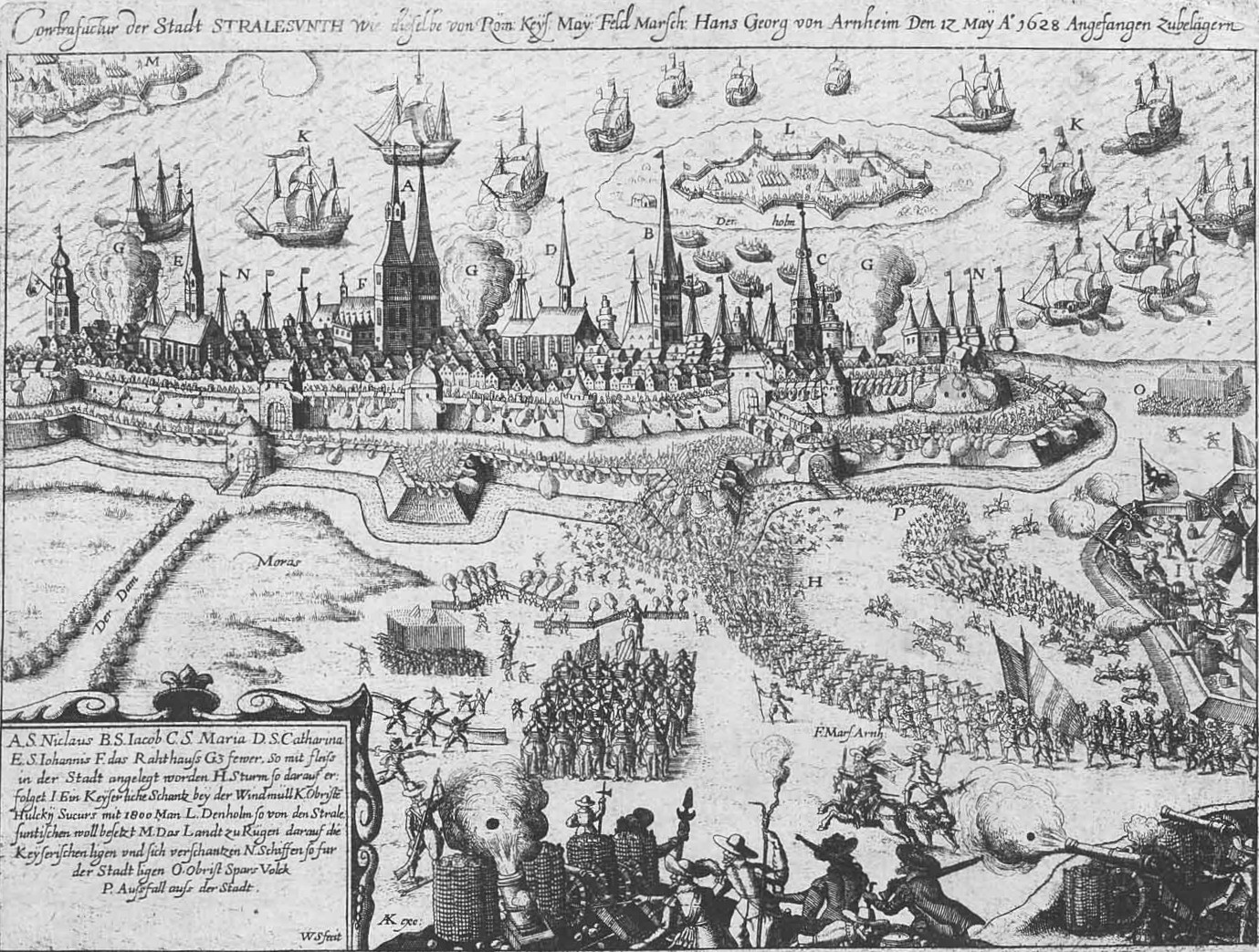
攻囲戦を描いた同時代の銅版画。

明くる6月28日から6月29日にかけての夜、ヴァレンシュタインは要塞施設の外堡の奪取に成功した。ロスラディンは負傷し、シートン総督が指揮を引き継ぐ。
6月29日、ポメラニア公ボギスラフ14世はフランツブルクの降伏に従い、ヴァレンシュタインに降るようシュトラールズントを説得するべく配下の高位の貴族、プットブス伯と尚書のホルンを派遣した。6月30日、ロスラディンは再び砲撃に訴えるようになったヴァレンシュタインとの交渉を始めないよう、町を説き伏せる。同日、スウェーデン艦10隻が、ヴァレンシュタイン軍の激しい砲撃下にあるシュトラールズントへ600名の援軍をもたらした。それから間もなく、クリスチャン4世はアレクサンダー・リンゼイ率いるもう一つのスコットランド人連隊に、町の防衛を支援するよう命じた。これらの部隊は7月4日頃に到着した後、ほとんどをヴァレンシュタインが自ら指揮した突撃によって、1個連隊が4個中隊に損耗するほど甚大な被害を出している。7月10日、ヴァレンシュタインは町の北西にある、「ハインホルツ」と呼ばれる森でシュトラールズントと交渉し、同市にポメラニア軍の受け入れを要求した。7月21日、その条約にヴァレンシュタインとボギスラフ14世は署名したが、シュトラールズントは署名しなかった。ボギスラフ14世が町に責任を持ったものの、この条約が発効することはなかったのである。
すでに7月2日、シュトラールズントにはデンマーク軍400名が、その翌週にはドナルド・マッケイとリンゼイ率いるデンマーク人及びスコットランド人の連隊1,100名が来援していた。7月17日までにはアレクサンダー・レズリーの指揮下、より多くのスコットランド義勇兵を含む1,100名の部隊が到着し、シートンから総督職を引き継ぐ。レズリーは、合わせて4,000名から5,000名を率いることになった。デンマークからの援軍は、攻囲戦の間に2,650名を数えるまでになる。レズリーが取った最初の行動の一つに、攻囲軍への大胆な総突撃があり、ロバート・モンローは次のように記述している。
7月21日から24日にかけて、激しい雨が戦場を泥沼に変えた。8月4日、ヴァレンシュタインは三十年戦争における初めての不運を認めつつ、攻囲を解いた。

## その後
攻囲戦が失敗に終わった後、ヴァレンシュタインはクリスチャン4世と最後の戦いに及ぶべく近郊のヴォルガストへ向かう。デンマーク軍がその一帯に上陸し、ウーゼドム島を占領すると8月14日、ヴォルガストの町を無血で攻略していたのである。8月22日、ヴァレンシュタインはこの町を奪還した。

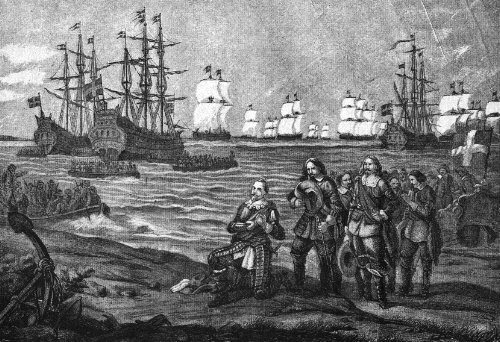
ポメラニアに上陸するスウェーデン国王グスタフ2世アドルフ。

同じく8月、スウェーデンの宰相、アクセル・オクセンシェルナがシュトラールズントを訪れ、ヴァレンシュタインに交渉を持ちかけた。しかし、ヴァレンシュタインはこれを拒絶している。シュトラールズントを攻略できなかったことは1630年の、ヴァレンシュタインの一時的な罷免に繋がる障害の一つとなった 。
1630年6月、グスタフ2世アドルフがポメラニアへ侵攻した時、彼は上陸する自軍の側面を援護するためにシュトラールズントを橋頭堡として利用した。同年7月、ボギスラフ14世はグスタフ2世アドルフとシュテッティーン条約を交わし、同盟を締結する。続いてヴァレンシュタイン軍はポメラニア公国から駆逐され、1631年6月にグライフスヴァルトで同軍が降伏すると、スウェーデン軍がポメラニア公国の支配権を完全に掌握した。
スウェーデン軍の戦役の間、アレクサンダー・レズリーのシュトラールズント総督職は1630年、スウェーデン軍に仕える別のスコットランド人、ジェームズ・マクドゥーガルに引き継がれた。1679年から1697年にかけて、同職はこれまた別のスコットランド人、ピーター・マクリーンに託されている。
ヴァレンシュタインの軍の一部は、黒死病に罹患していた。攻囲戦の間、それが市内に流入し、8月から9月だけで2,000名の命を奪っている。
シュトラールズントの戦いは、ポメラニアの民間伝承に足跡を残した。シュトラールズントの住民は、1628年の攻囲戦を年に一度の祝祭、「ヴァレンシュタインターゲ」（ドイツ語: Wallensteintage、ヴァレンシュタインの日々）として記念している。

## 絵画

攻囲軍
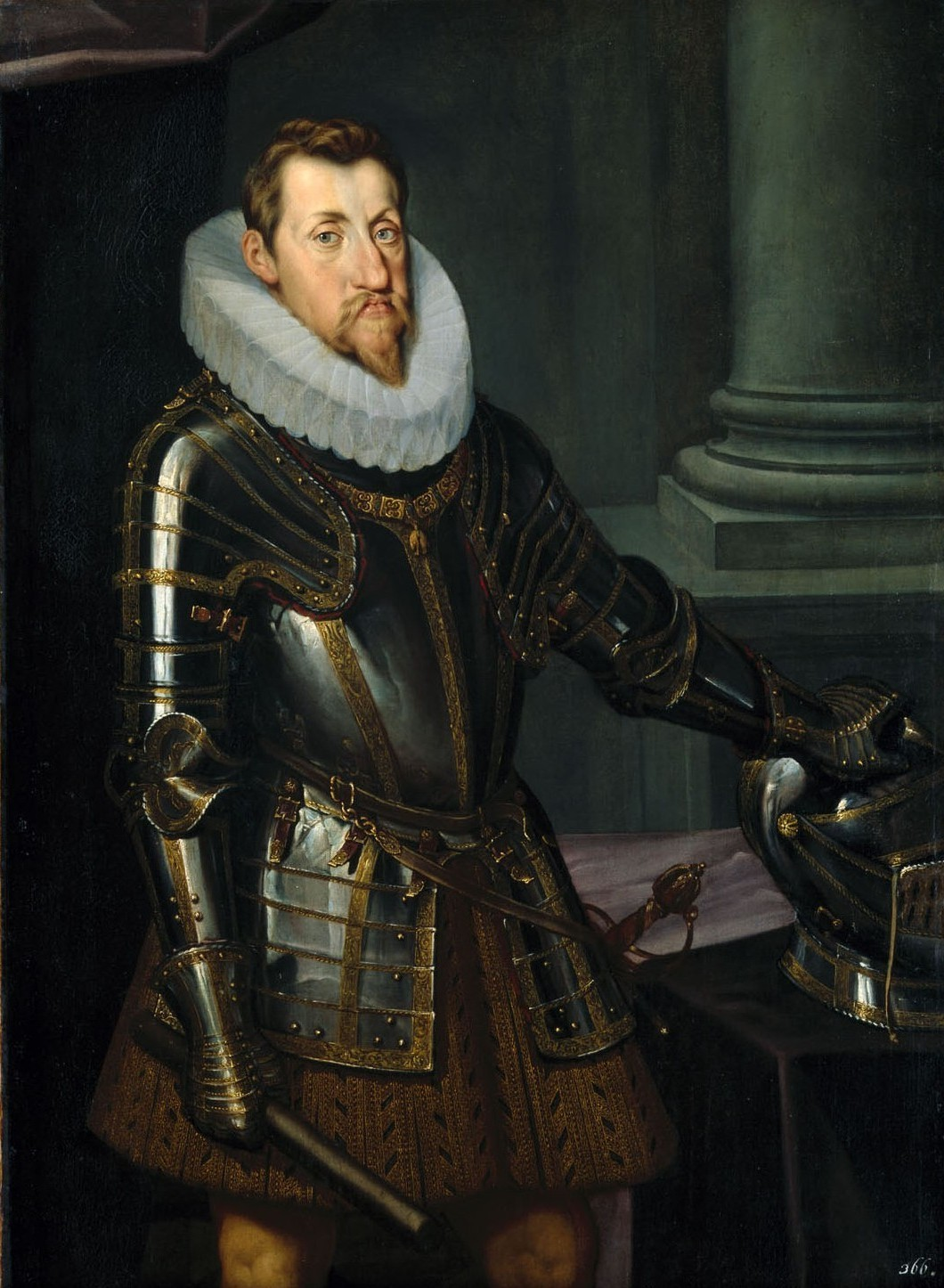
神聖ローマ皇帝フェルディナント2世
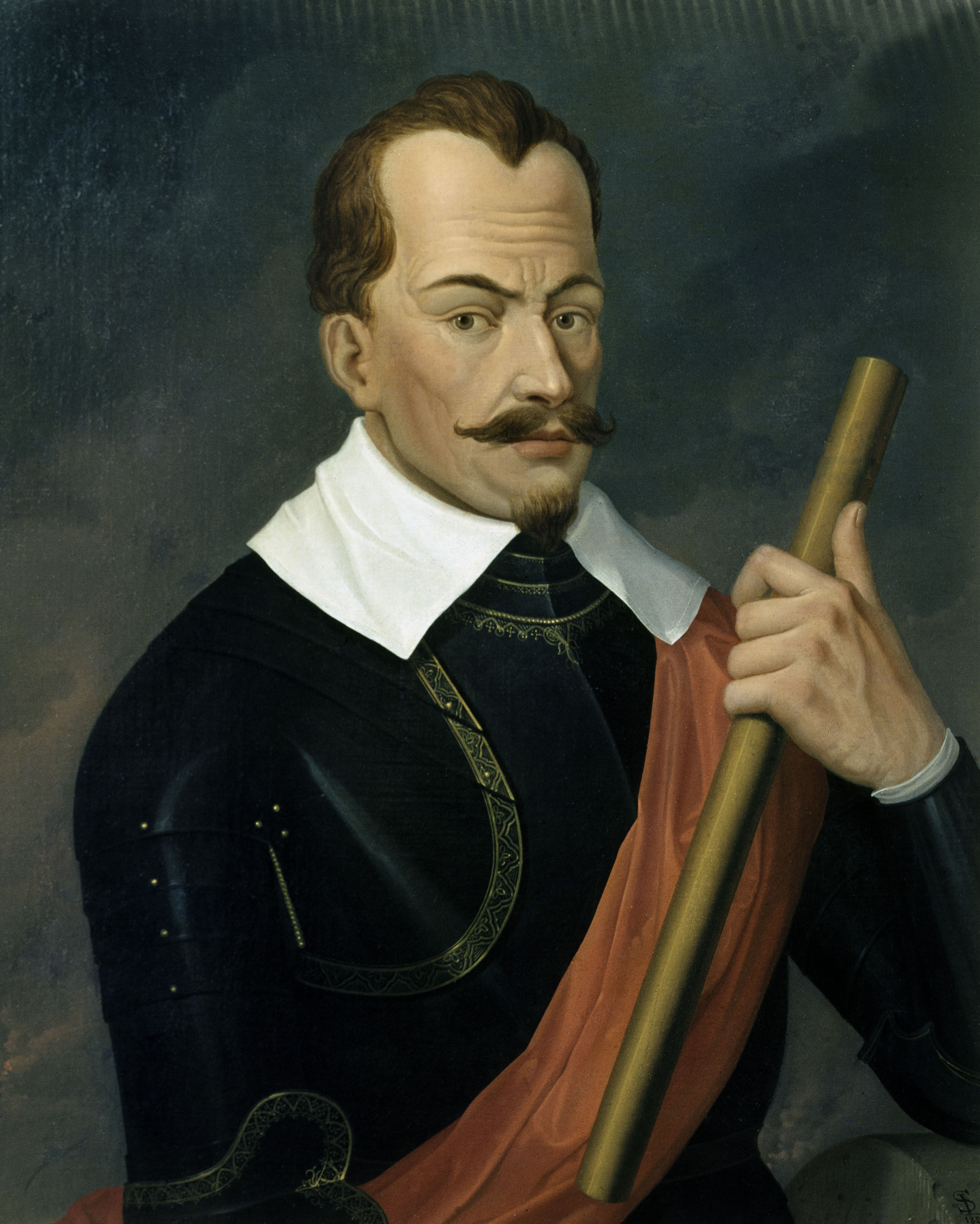
アルブレヒト・フォン・ヴァレンシュタイン
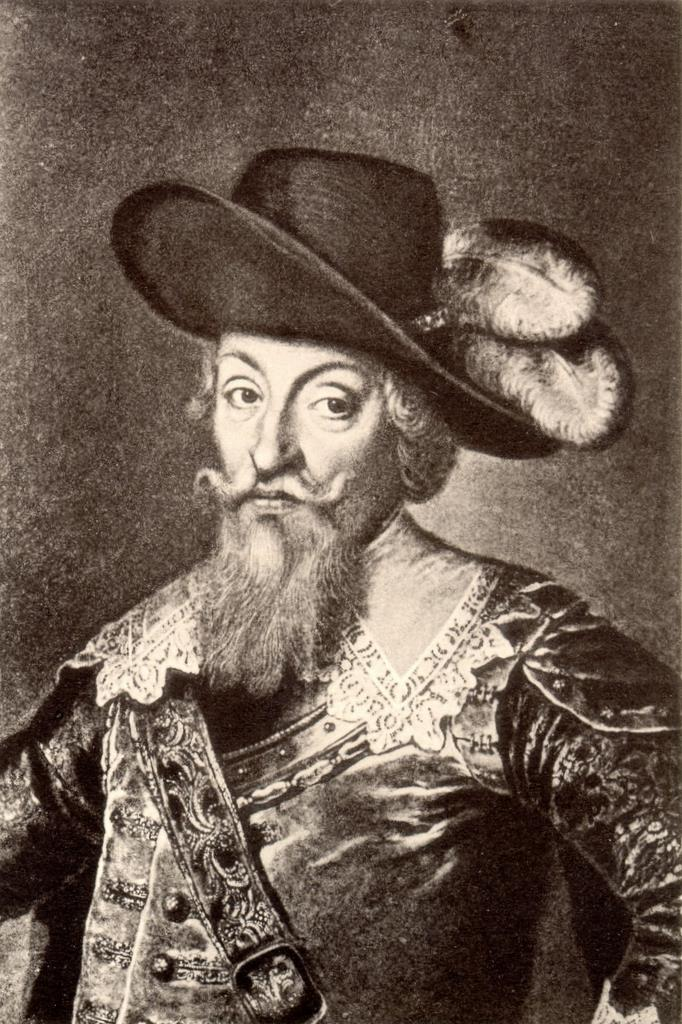
ハンス・ゲオルク・フォン・アルニム

防衛軍
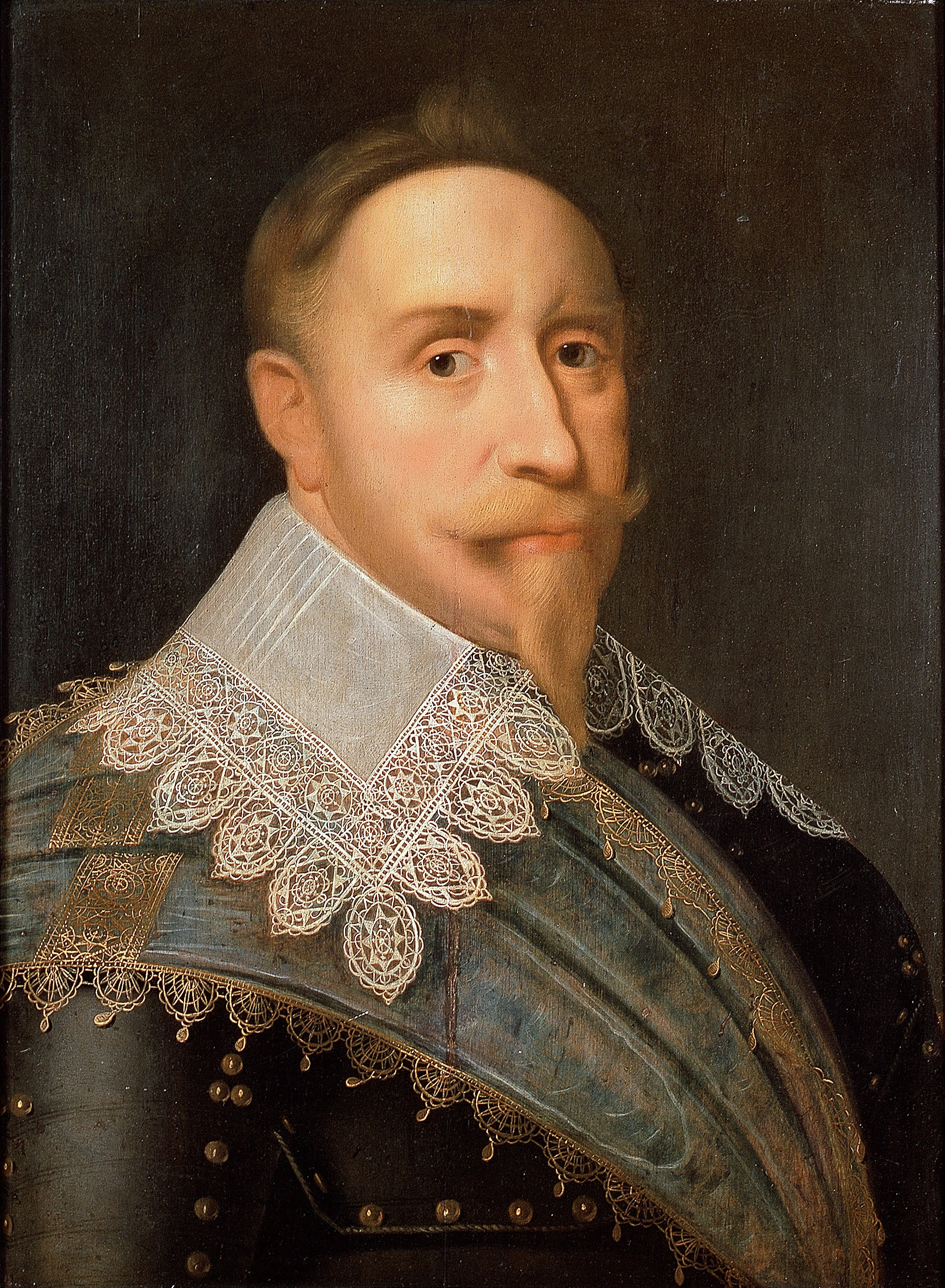
スウェーデン国王グスタフ2世アドルフ
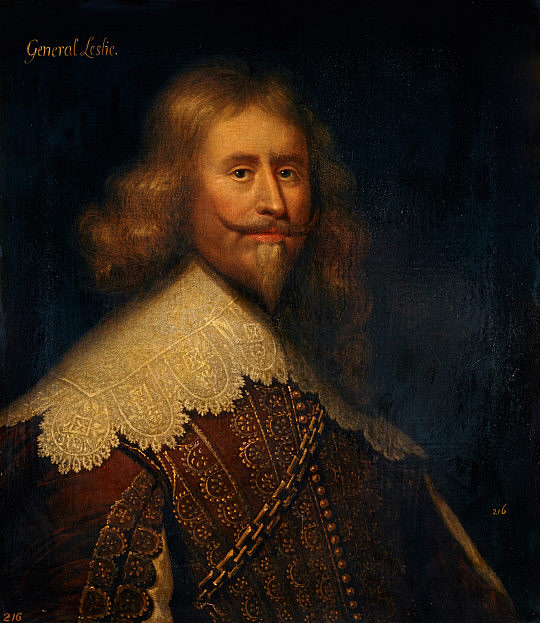
アレクサンダー・レズリー
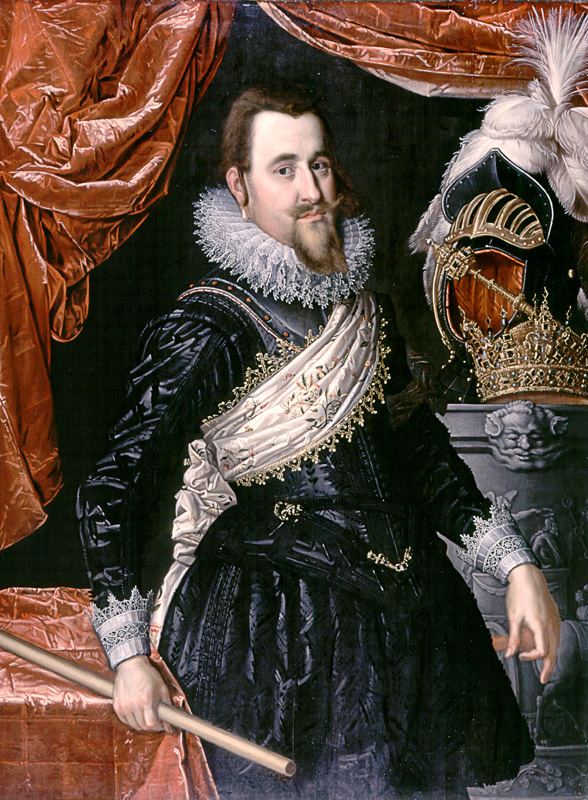
デンマーク国王クリスチャン4世

## 典拠

### 文献
- Anderson, Ian G (1990). Scotsmen in the service of the Czars. Pentland Press. ISBN 0-946270-74-0
- Berg, Jonas; Lagercrantz, Bo; Nordiska museet (Stockholm, Sweden); Royal Scottish Museum (1962). “Seventeenth Century - Part 1. Scottish Troops at Stralsund, 1628”. Scots in Sweden. Nordiska museet. pp. 37–39 2009年8月3日閲覧。
- Grosjean, Alexia An Unofficial Alliance: Scotland and Sweden, 1569-1654 (Leiden, 2003)
- Heckel, Martin (1983) (German). Deutschland im konfessionellen Zeitalter. Vandenhoeck & Ruprecht. ISBN 3-525-33483-4
- Heitz, Gerhard; Rischer, Henning (1995) (German). Geschichte in Daten. Mecklenburg-Vorpommern. Münster-Berlin: Koehler&Amelang. ISBN 3-7338-0195-4
- Keegan, John; Wheatcroft, Andrew (1996). Who's who in military history: From 1453 to the present day (2 ed.). Routledge. ISBN 0-415-12722-X 2009年8月2日閲覧。
- Krause, Gerhard; Balz, Horst Robert (1993). Müller, Gerhard. ed (German). Theologische Realenzyklopädie I. Walter de Gruyter. ISBN 3-11-013898-0 2009年8月2日閲覧。
- Krause, Gerhard; Balz, Horst Robert (1993). Müller, Gerhard. ed (German). Theologische Realenzyklopädie II. Walter de Gruyter. ISBN 3-11-016295-4 2009年8月2日閲覧。
- Langer, Herbert (2003). “Die Anfänge des Garnisionswesens in Pommern”. In Asmus, Ivo; Droste, Heiko; Olesen, Jens E. (German). Gemeinsame Bekannte: Schweden und Deutschland in der Frühen Neuzeit. Berlin-Hamburg-Münster: LIT Verlag. ISBN 3-8258-7150-9
- Lee, Stephen J (2002). The Thirty Years War. Routledge. ISBN 0-415-26862-1 2009年8月2日閲覧。
- Murdoch, Steve, 'Scotsmen on the Danish-Norwegian Frontier' in Mackillop, Andrew; Murdoch, Steve (2003). Military governors and imperial frontiers c. 1600-1800: A study of Scotland and empires. BRILL. ISBN 90-04-12970-7 2009年8月2日閲覧。
- Murdoch, Steve and Grosjean, Alexia, Alexander Leslie and the Scottish Generals of the Thirty Years' War, 1618-1648 (London, 2014), pp. 47–51
- Meier, Martin (2008). “Voraussetzungen dänischer Herrschaft” (German). Vorpommern nördlich der Peene unter dänischer Verwaltung 1715 bis 1721: Aufbau einer Verwaltung und Herrschaftssicherung in einem eroberten Gebiet. Oldenbourg Wissenschaftsverlag. ISBN 3-486-58285-2
- Nicklas, Thomas (2002) (German). Macht oder Recht: frühneuzeitliche Politik im Obersächsischen Reichskreis. Franz Steiner Verlag. ISBN 3-515-07939-4
- Olesen, Jens E (2003). “Christian IV og dansk Pommernpolitik”. In Asmus, Ivo; Droste, Heiko; Olesen, Jens E. (Danish). Gemeinsame Bekannte: Schweden und Deutschland in der Frühen Neuzeit. Berlin-Hamburg-Münster: LIT Verlag. ISBN 3-8258-7150-9
- Parker, Geoffrey; Adams, Simon (1997). The Thirty Years' War (2 ed.). Routledge. ISBN 0-415-12883-8
- Press, Volker (1991) (German). Kriege und Krisen: Deutschland 1600-1715. C.H.Beck. ISBN 3-406-30817-1
- Ringmar, Erik (1996). Identity, interest and action: A cultural explanation of Sweden's intervention in the Thirty Years War. Cambridge University Press. ISBN 0-521-56314-3
- Riis, Thomas, Should Auld Acquaintance Be Forgot (2 vols., Odense, 1988)
- Salmon, Patrick; Barrow, Tony (2003). Britain and the Baltic: Studies in commercial, political and cultural relations 1500-2000. University of Sunderland Press. ISBN 1-873757-49-2 2009年8月2日閲覧。
- Scott, Franklin Daniel (1988). Sweden, the nation's history. SIU Press. ISBN 0-8093-1489-4
- Stearns, Peter N.; Langer, William Leonard (2001). The Encyclopedia of world history: ancient, medieval, and modern, chronologically arranged (6 ed.). Houghton Mifflin Harcourt. ISBN 0-395-65237-5 2009年8月4日閲覧。
- Sturdy, David J. (2002). Fractured Europe, 1600-1721. Wiley-Blackwell. ISBN 0-631-20513-6